# Уш-Жуз (партия)
Партия «Уш-Жуз» (каз. Үш-Жүз — три жуза) — казахская национально-политическая организация социалистического и националистического толка, созданная в октябре-ноябре 1917 года, существовала и вела деятельность в ходе Гражданской войны в России. Основателем и лидером партии стал общественный деятель и журналист Мукан Айтпенов.
Вопреки множеству мнений, партия «Уш-Жуз» изначально не была социалистической, в начале своего существования, под председательством Мукана Айтпенова, в своей газете она выражала русофобские идеи и имела пантюркистскую направленность.

## Название
Название партии происходит от казахских жузов — трёх родоплеменных объединений на территории Казахстана, они появились после развала Казахского ханства, принимали участие в войне против Джунгарского ханства, а затем вошли в состав России.

## История

### Создание партии
В ноябре 1917 года, после Октябрьской революции, в 55 номере газеты «Революционная мысль» появляется новость о том, что в Степном крае была создана казахская социалистическая партия «Уш-Жуз». Представители интеллигенции, недовольные программой партии «Алаш», организовали свою собственную и назвали её «Уш-Жуз». Целью партии являлись защита федерации и объединение тюркских народностей на территории России. Председателем президиума Мукан Айтпенов, а товарищем председателя — Кольбай Тогусов. Избрали Центральный комитет партии его членами были: председатель — Мукан Айтпенов, товарищ председателя — Кольбай Тогусов, казначеем стал Абдрахман Клычбаев, секретарём Центрального комитета назначен Искак Кабеков. Штаб-квартирой провозгласили в городе Омск на улице Телятникова. Центральный комитет партии также договорился о создании собственной одноимённой газеты.

### Выборы во Всероссийское учредительное собрание
Одним из своих главных приоритетов ушжузовцы считали принять участие во Всероссийском учредительном собрании, в газете «Революционная мысль» появляется список кандидатов в учредительное собрание от партии «Уш-Жуз», который утвердил Центральный комитет.

В состав Учредительного собрания от партии «Уш жуз» под 11 номером был выдвинут следующий список кандидатов:
1.  Беккожин Хасен-Ходжа, член Акмолинского областного киргизского комитета.
2.  Альджанов Шаймардан, медицинский фельдшер, социал-революционер.
3.  Тогусов Кольбай, журналист, член Исполнительного комитета Всероссийского совета крестьянских депутатов.
4.  Валиханов Махмуд, отставной офицер.
5.  Торсанов Казий Торсанович, член Акмолинского областного киргизского комитета.
6.  Косаев Усен, общественный деятель.
7.  Сайфуллин Садвакас, народный учитель.
8.  Адилев Байсеит, член Акмолинского областного киргизского комитета.
9.  Куванышев Галиаскар, председатель Петропавловского уездного киргизского комитета.
10.  Кульджанов Нургали, преподаватель Семипалатинской семинарии.
11.  Талебаев Ибрай, националист.
12.  Аблаев Султан Аблаевич, народный социалист.
13.  Айтпенов Мухан Кирайбаевич, председатель Омского киргизского уездно-исполнительного комитета.
Список утвержден ЦК партии «Уш жуз

Тем не менее, такая малоизвестная и малочисленная партия не смогла сохранить своих кандидатов, основными причинами их отказа стали расплывчатость идеологии партии, малая численность и слабая организация. Сакен Сейфуллин выразился так:

Акмолинцы не приняли активного участия в выборах, потому что не хотели поддержать «Уш жуз»… Мы не участвовали в голосовании, чтобы показать наше несогласие с политикой «Уш жуз». Мы так поступили не из боязни перед Алаш-ордой и не потому, что думали, будто руководители «Уш жуз» были для народа хуже, чем главари Алаш. Наоборот, в партии «Уш жуз» имелись превосходные, честные товарищи, такие как Шаймерден (Альжанов) и Исхак (Кобеков). Для революции «Алаш» была опаснее и вреднее, чем «Уш жуз»

Ушжузовцы пользовались очень слабой популярностью, таким образом,  в Петропавловском уезде их партия набрала всего лишь 23 голоса, а «Алаш» — 1113. Газета «Вечерняя заря» описывала, что «Уш-Жуз» называет себя «социалистической политической партией», не имеет никаких других отделений кроме Омска, в своих рядах имеет малое количество интеллигенции, и со временем только слабеет. 8 из 14 человек, выставленные как кандидаты в Учредительное собрание, партию покинули.

### Состав партии
Партия, ввиду своей политической безграмотности, была очень неорганизованной и слабой, имела расплывчатую идеологию.
Полноценных данных о численности членов партии нет, но, судя по всему, со всего Казахстана и Средней Азии в сторону «Уш-Жуз» поступали одобрительные телеграммы, состав партии увеличивался. В. К. Григорьев утверждал, что на начало апреля 1918 года численность партии составляла около тысячи человек. Данные подтверждаются другой информацией, в которой указывается, что в Омске членов партии было 450, а в Петропавловске около 200.
Партия «Уш-Жуз» по большей части состояла из некоторой части интеллигенции, врачей, учащихся и учителей, мелких собственников, простых крестьян и рабочего класса. Сейфуллин, сравнивая партию  «Алаш» и «Уш-Жуз», называл первых «сливками байской верхушки», детьми высокопоставленными чиновниками, получивших образование в царских гимназиях, а вторых — омскими городскими жителями, ямщиками, пастухами и неграмотной бедной частью населения, также Сейфуллин упоминал и членстве в партии известного борца Хаджимукана Мунайтпасова, который ранее являлся пастухом.

### Союз с большевиками
Большую часть рядовых партийцев привлекали идеи «Уш-Жуз», изначально они представляли из себя объединение идей эсеров и исламских традиционных движений, они были более интересны и понятны большей части существовавшего тогда казахского общества. Лидеры партии, всё больше разочаровываясь во Временном правительстве, стали симпатизировать большевикам и их идеям. Красные, чтобы укрепить свое влияние на территории России и достичь целей, пытались привлечь на свою сторону все партии и организации, которым были привлекательны революционные преобразования. Ввиду такой риторики, большевики заинтересовались партией «Уш-Жуз». Омские большевики разрешили ушжузовцам печатать свои идеи в большевистской газете «Революционная мысль», таким образом, помогая пропагандировать свои идеи в Западной Сибири и на территории Северного Казахстана. Советская Россия не только поддерживала «Уш-Жуз», но и пыталась противопоставить её партии «Алаш». Так Алиби Джангильдин писал, что нарком Сталин рассказывал ему о переговорах с Тогусовым, о их близости с большевиками, и о желании перетянуть «Уш-Жуз» на сторону советской власти, если та противостоит Алаш-Орде и действительно близка советам. При поддержке коммунистов «Уш-Жуз» на 3-м съезде Западносибирского совета рабочих и солдатских депутатов получила 2 места. Он проходил с 2 по 10 октября 1917 года в Омске. В съезде принимали участие представители Атбасарского, Павлодарского, Петропавловского, Кокчетавского и Семипалатинского советов. Итог съезда постановил Советскую власть единственной в центре и на местах. Под влиянием этого решения «Уш-Жуз» начала содействовать Омским областным советом рабочих и солдатских депутатов в хозяйственной и политической работе.
Систематично влияние партии «Уш-Жуз» начало расти, её комитеты открываются в Петропавловске, Акмолинске, Семипалатинске и Кокчетаве. Центральный комитет партии в январе 1918 года выдвинул 2 делегатов в состав Петропавловского совета — К. Кабекова и К. Тогусова. В это же время на заседании исполкома Петропавловского совдепа были созданы уездные совнархозы, в их состав ушжузовцы выдвинули 4 кандидатов из числа членов уездного комитета партии — М. Усербаев, С. Теленгутов, И. Кабеков, М. Исмагамбетов. На этом же заседании по решению Петропавловского совдепа Кольбай Тогусов единогласно был избран в Омский губернский исполнительный комитет.
18 января 1918 года в Петропавловском комитете совета рабочих и солдатских депутатов прошло собрание исполкома, на котором присутствовал Тогусов, являющийся членом Западно-Сибирского областного комитета. В ходе собрания он сделал доклад, в котором предложил прекратить деятельность уездного комиссариата Временного правительства, руководителем которого был Хращевский. На основании его доклада было принято специальное постановление, которое предусматривало объединение представителей казахской партии «Уш-Жуз», Российской социал-демократической партии, Совета рабочих и солдатских депутатов и трудового казачества в уездном комиссариате. Из казахской партии «Уш-Жуз» был избран И. Кабеков. Исполнительный комитет Петропавловска также принял решение собирать средства для помощи нуждающимся, о чем было опубликовано сообщение в газете «Уш-Жуз». В соответствии с этим сообщением, Кызылжарский комитет рабочих и солдатских депутатов принял решение о сборе 2 миллионов рублей, и, хотя 13 баев были приглашены добровольно, они были заключены в тюрьму, но освобождены после сбора необходимой суммы денег 11 декабря. Собранные средства предназначались для помощи сиротам, калекам, детям бедняков в получении образования, а также для поддержки вдов солдат, погибших на войне, и других нуждающихся. 15 марта 1918 года Петропавловский совдеп, по предложению большевиков, принял решение выделить финансовую поддержку в размере 5 тысяч рублей Центральному комитету «Уш-Жуз» с условием выдачи средств по мере необходимости. Некоторое время до этого Центральный комитет партии уже получил материальную помощь от Омского совета.
С конца 1917 по начало 1918 года в степях Атбасарского уезда Акмолинской области ушжузовцами было образовано Киргизское ханство, которое объединяло несколько волостей, оно, по крайней мере, существовало еще до начала 1919 года. В этом же году о нём пишет Омская газета «Сибирская речь». Первым ханом был объявлен Хассен-Хож-Бек-Ходжин, тогда являвшийся одним из самых влиятельных казахов Атбасарского уезда, кандидат в Учредительное собрание от «Уш-Жуз», по данным газеты, Хассен-Хож-Бек-Ходжин, не нашедший себе места среди алашордынцев, был назначен Омским совдепом проводить агитацию в Атбасарском уезде, дабы приобщить их к «святейшей совдепии», согласно его выражению. И поскольку казахам слово ханство не чуждо, Бек-Ходжин пришёл к выводу, что своё объединение ему нужно назвать ханством, а себя объявить ханом. Согласно газете, первого хана свергли, а его пост занял более богатый и влиятельный.

### Комментарии
1. ↑  Казахов до 1925 года на русском языке именовали киргизами, или же киргиз-кайсаками